# نواه غرينبيرغ
نواه غرينبيرغ (بالإنجليزية: Noah Greenberg)‏ هو موزع أمريكي، ولد في 9 أبريل 1919 في ذا برونكس في الولايات المتحدة، وتوفي في 9 يناير 1966.

## وصلات خارجية
- نواه غرينبيرغ على موقع ميوزك برينز (الإنجليزية)
- نواه غرينبيرغ على موقع أول ميوزيك (الإنجليزية)
- نواه غرينبيرغ على موقع ديسكوغز (الإنجليزية)